# Fasciculus medialis

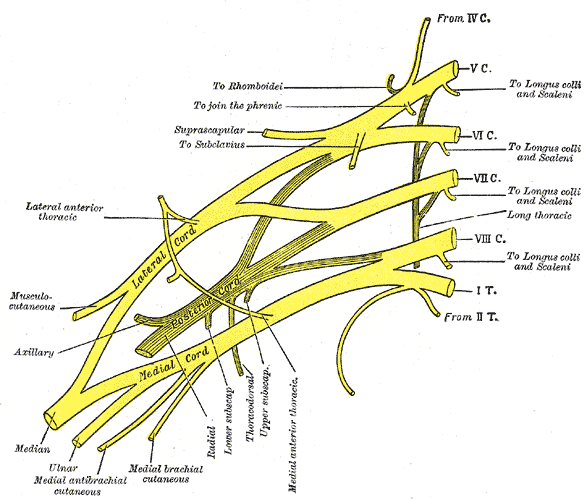
Armgeflecht, der Fasciculus medalis ist mit Medial cord bezeichnet.

Der Fasciculus medialis (lat. für ‚zur Mitte hin liegendes Bündel‘) ist ein Nervenfaserbündel im Bereich des Armgeflechts (Plexus brachialis). Es bezieht über den Truncus inferior Nervenfasern aus den 8. Halsnerven (C8) und dem 1. Brustnerven (Th1). Aus dem Fasciculus medialis gehen die zur Mitte hin liegende Wurzel (Radix medialis) des Nervus medianus sowie der Nervus ulnaris, der Nervus cutaneus brachii medialis und der Nervus cutaneus antebrachii medialis hervor.